# Réseau de télécommunications
Pour les articles homonymes, voir Réseau (homonymie).

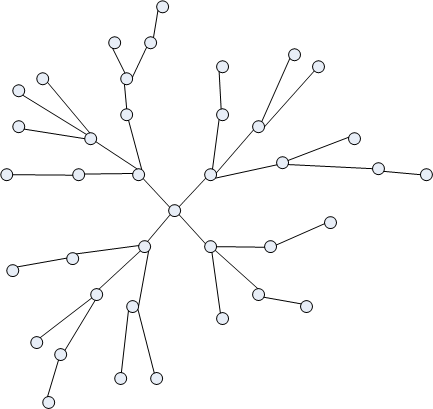
Diagramme générique d'un réseau informatique "arborescent" ou "hiérarchique"

Un réseau de télécommunications est un réseau d'arcs (liaisons de télécommunications) et de nœuds (commutateurs, routeurs...), mis en place de telle sorte que des messages puissent être transmis d'un bout à l'autre du réseau au travers des multiples liaisons.
Les liaisons d'un réseau de télécommunication peuvent être réalisées grâce à des systèmes de transmission hiérarchiques.
Exemples de réseaux de télécommunications :
- réseau de télévision ;
- réseau informatique ;
- réseau de téléphonie mobile ;
- réseau téléphonique commuté ;
- réseau numérique à intégration de services (RNIS) ;
- Réseau FTTH (fibre optique jusqu'au domicile)
- le réseau de téléphonie mobile public terrestre ;
- le réseau Télex mondial ;
- le réseau aéronautique ACARS ;
- le réseau Antares de la sécurité civile française ;
- le réseau Internet.